# Nørgaardsvej Station
Nørgaardsvej Station er en jernbanestation på Nærumbanen, der ligger i Kongens Lyngby i det nordlige København. Stationen består af et spor og en perron for hver retning på hver sin side af en overskæring for Nørgaardsvej. Tog i en given retning holder ved perronen efter overskæringen, så bommene her kun behøver at være nede længe nok til, at toget kan passere. Stationens omgivelser udgøres primært af et industrikvarter, især mod øst. En halv kilometer mod vest ligger til gengæld Lyngby Storcenter.
Det var planen at stationen skulle have været indviet 29. november 2002, men det måtte udskydes på grund af indvendinger fra Vejdirektoratet og Jernbanetilsynet. Der var blandt andet er fortov, der skulle på plads, ligesom der skulle tages højde for, at banens nye Regiosprintere bremsede hurtigere end de gamle Y-tog. Indvielsen fandt derfor først sted 28. februar 2003, hvor der var særtog til stationen og musikalsk underholdning med HT-orkestret. Der var taler af Hovedstadens Udviklingsråds formand Mads Lebech og borgmester Rolf Aagaard-Svendsen, før sidstnævnte indviede stationen officielt ved at trykke på stopknappen mod Nærum. Derefter kørte deltagerne tilbage med særtoget til Nærumsbanens remise på Firskovvej, hvor der var yderligere underholdning med HT-orkestret og lidt til ganen.

## Galleri
- Wikimedia Commons har flere filer relateret til Nørgaardsvej Station

- Sydlig perron for tog mod Jægersborg.
- Venteskur.
- Overkørsel for Nørgaardsvej.
- Lidt af hvert.
- En lygtepæl kan bruges til mange ting.
- Nordlig perron for tog mod Nærum.